# Olivia Gadecki

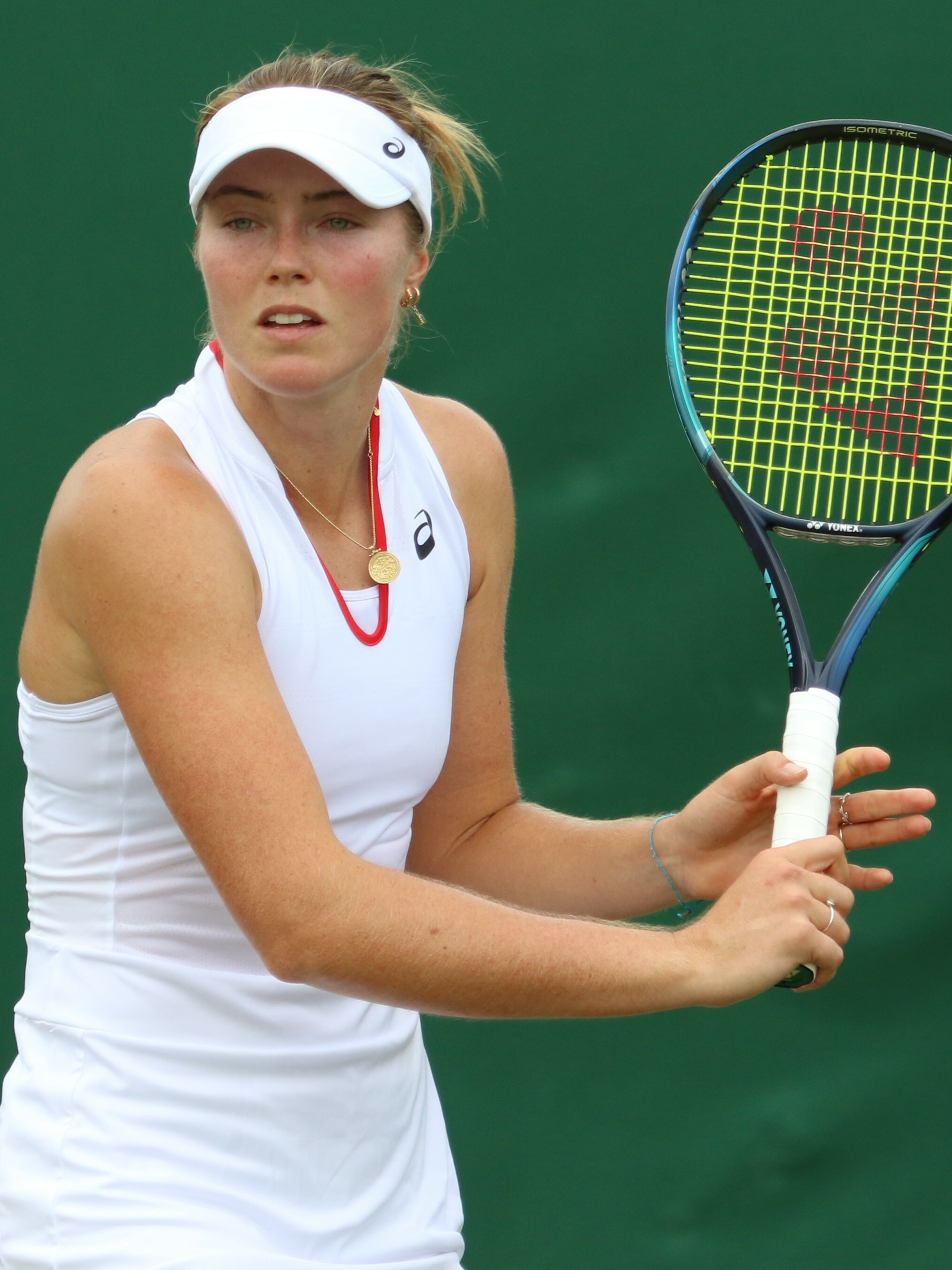
Wimbledon 2023 (kwalificatie)

Olivia Gadecki (Gold Coast, 24 april 2002) is een tennisspeelster uit Australië. Gadecki speelt rechtshandig. Zij is actief in het internationale tennis sinds 2016.

## Loopbaan
In 2021 maakte zij haar grandslamdebuut op het vrouwendubbelspeltoernooi van het Australian Open, waarvoor zij een wildcard had gekregen.
In 2023 had Gadecki ook in het enkelspel haar grandslamdebuut, op het Australian Open. Tevens deed zij daar mee aan het gemengd dubbelspel, aan de zijde van landgenoot Marc Polmans – zij stootten meteen door naar de halve finale, waarin zij werden uitgeschakeld door de latere winnaars. In februari kwam zij binnen op de mondiale top 150 van het enkelspel. In juni steeg zij ook in het dubbelspel naar de top 150. In augustus won zij haar eerste WTA-titel, op het dubbelspeltoernooi van Stanford, samen met de Britse Jodie Burrage. Na het winnen van haar tiende ITF-dubbelspeltitel op het 100k-toernooi van Shrewsbury, met de Britse Harriet Dart aan haar zijde, trad Gadecki toe tot de mondiale top 100 van het dubbelspel.
In maart 2024 won Gadecki samen met de Britse Olivia Nicholls twee dubbelspeltitels: in Austin (TX, VS) en twee weken later in Charleston (SC, VS). In september bereikte zij de enkelspelfinale op het WTA 500-toernooi van Guadalajara – daarmee maakte zij haar entrée op de top 100 van de wereldranglijst.
In januari 2025 won Gadecki samen met landgenoot John Peers de titel in het gemengd dubbelspel van het Australian Open – in de finale versloegen zij het eveneens Australische koppel Kimberly Birrell en John-Patrick Smith. Op het dubbelspel van Wimbledon bereikte zij de halve finale, met de Amerikaanse Desirae Krawczyk aan haar zijde.

## Posities op deWTA-ranglijst
Positie per einde seizoen:
| jaar | rang enkelspel | rang dubbelspel |
| ---- | -------------- | --------------- |
| 2021 | 230            | 178             |
| 2022 | 201            | 730             |
| 2023 | 132            | 96              |
| 2024 | 90             | 102             |

## Resultaten grandslamtoernooien
| Legenda | Legenda                          |
| ------- | -------------------------------- |
| g.t.    | geen toernooi gehouden           |
| l.c.    | lagere categorie                 |
| –       | niet deelgenomen                 |
| G       | uitgeschakeld in de groepsfase   |
| 1R      | uitgeschakeld in de eerste ronde |
| 2R      | uitgeschakeld in de tweede ronde |
| 3R      | uitgeschakeld in de derde ronde  |
| 4R      | uitgeschakeld in de vierde ronde |
| KF      | uitgeschakeld in de kwartfinale  |
| HF      | uitgeschakeld in de halve finale |
| F       | de finale verloren               |
| W       | het toernooi gewonnen            |
| w-v     | winst/verlies-balans             |

### Enkelspel
| toernooi        | 2023 | 2024 | 2025 |
| --------------- | ---- | ---- | ---- |
| Australian Open | 2R   | 1R   | 1R   |
| Roland Garros   | –    | –    | 1R   |
| Wimbledon       | –    | 1R   | 1R   |
| US Open         | 1R   | –    |      |

### Vrouwendubbelspel
| toernooi        | 2021 | 2022 | 2023 | 2024 | 2025 |
| --------------- | ---- | ---- | ---- | ---- | ---- |
| Australian Open | 2R   | –    | 2R   | 2R   | 3R   |
| Roland Garros   | –    | 1R   | –    | –    | 1R   |
| Wimbledon       | –    | –    | –    | 2R   | HF   |
| US Open         | –    | –    | –    | 1R   |      |

### Gemengd dubbelspel
| toernooi        | 2023 | 2024 | 2025 |
| --------------- | ---- | ---- | ---- |
| Australian Open | HF   | HF   | W    |
| Roland Garros   | –    | –    | –    |
| Wimbledon       | –    | –    | –    |
| US Open         | –    | –    |      |

## Palmares
| Legenda                 |
| ----------------------- |
| Grandslamtoernooi       |
| Olympische Spelen       |
| Year-End Championships  |
| Premier Mandatory       |
| Premier Five / WTA 1000 |
| Premier / WTA 500       |
| International / WTA 250 |
| Challenger / WTA 125    |

### WTA-finaleplaatsen enkelspel
| nr.              | finale     | toernooi        | ondergrond | tegenstandster  | score    |         |
| ---------------- | ---------- | --------------- | ---------- | --------------- | -------- | ------- |
| gewonnen finales |            |                 |            |                 |          |         |
| geen             |            |                 |            |                 |          |         |
| verloren finales |            |                 |            |                 |          |         |
| 1.               | 2024-09-15 | WTA Guadalajara | hardcourt  | Magdalena Fręch | 6-7, 4-6 | details |

### WTA-finaleplaatsen vrouwendubbelspel
| nr.              | finale     | toernooi       | ondergrond | partner         | tegenstandsters                | score            |         |
| ---------------- | ---------- | -------------- | ---------- | --------------- | ------------------------------ | ---------------- | ------- |
| gewonnen finales |            |                |            |                 |                                |                  |         |
| 1.               | 2023-08-19 | WTA Stanford   | hardcourt  | Jodie Burrage   | Hailey Baptiste Claire Liu     | 7-6, 6-7, [10-8] | details |
| 2.               | 2024-03-03 | WTA Austin     | hardcourt  | Olivia Nicholls | Katarzyna Kawa Bibiane Schoofs | 6-2, 6-4         | details |
| 3.               | 2024-03-16 | WTA Charleston | hardcourt  | Olivia Nicholls | Sara Errani Tereza Mihalíková  | 6-2, 6-1         | details |
| verloren finales |            |                |            |                 |                                |                  |         |
| geen             |            |                |            |                 |                                |                  |         |

### Finaleplaatsen gemengd dubbelspel
| nr.              | finale     | toernooi        | ondergrond | partner    | tegenstanders                       | score            |         |
| ---------------- | ---------- | --------------- | ---------- | ---------- | ----------------------------------- | ---------------- | ------- |
| gewonnen finales |            |                 |            |            |                                     |                  |         |
| 1.               | 2025-01-24 | Australian Open | hardcourt  | John Peers | Kimberly Birrell John-Patrick Smith | 3-6, 6-4, [10-6] | details |
| verloren finales |            |                 |            |            |                                     |                  |         |
| geen             |            |                 |            |            |                                     |                  |         |